# Edvin Paxton Hood
Edvin Paxton Hood, född 1820, död 1885, pastor i Kongregationalistkyrkan och författare.

## Sånger
- Vår Gud, som skapar liljan diktad 1870 och översatt till svenska av Jan-Eskil Löfkvist 1961. Publicerad i Psalmer och Sånger 1987 som nr 366.